# Terenzo
Terenzo là một đô thị ở tỉnh Parma ở vùng Emilia-Romagna, tọa lạc cách khoảng 100 km về phía tây của Bologna và khoảng 30 km về phía tây nam của Parma. Đến thời điểm ngày 31 tháng 12 năm 2004, đô thị này có dân số 1.250 người và diện tích là 72,4 km².
Đô thị Terenzo bao gồmfrazioni (đơn vị trực thuộc, làng) Bardone, Boschi di Bardone, Case Castellani, Cassio, Castello, Castello di Casola, Cazzola, Corniana, Goiano, Lesignano Palmia, Lughero, Palmia, Puilio, Selva Grossa, Stazione Bocchetto, Villa, Villa di Casola, and Viola.
Terenzo tiếp giáp các đô thị sau đây: Berceto, Calestano, Fornovo di Taro, Sala Baganza, Solignano.